# Wilfried Engemann
Wilfried Engemann (* 4. Januar 1959 in Dresden) ist ein deutscher evangelischer Theologe und Universitätsprofessor für Praktische Theologie an der Universität Wien.

## Leben
Nach dem Studium der Evangelischen Theologie in den Jahren 1977 bis 1983 war Engemann Vikar in der Sächsischen Landeskirche und Repetent für die Fächer Altes Testament und Praktische Theologie am Theologischen Seminar Leipzig, einer kirchlichen Hochschule. 1985 wurde er an der Universität Rostock mit einer Arbeit im Bereich Homiletik und Pastoralpsychologie promoviert.
1990 habilitierte sich Engemann an der Universität Greifswald und war anschließend gleichzeitig Pfarrer an der Greifswalder St.-Marien-Kirche und Privatdozent für Praktische Theologie.
1994 bis 2011 war Engemann Direktor des Seminars für Praktische Theologie und Religionspädagogik an der Evangelisch-Theologischen Fakultät der Universität Münster. Von dort wechselte er als Professor an die Evangelisch-Theologische Fakultät der Universität Wien, Institut für Praktische Theologie und Religionspsychologie.